# Семёнов, Вячеслав Михайлович (футболист)
Вячеслав Михайлович Семёнов (18 августа 1947, Киев — 12 августа 2022, Киев) — советский футболист, нападающий, полузащитник. Мастер спорта (1970).

## Биография
Воспитанник школы киевского «Динамо», первый тренер — Евгений Филиппович Лемешко. В составе главной команды в 1966—1969 годах сыграл всего три матча.
В конце 1968 года отказался от переходов в московское «Торпедо», о чём впоследствии жалел, и в ереванский «Арарат». В 1969 году, после начала чемпионата, перешёл в луганскую «Зарю», в составе которой в 1972 году стал чемпионом СССР.
В 1972 году провёл 11 матчей и забил 4 гола в составе сборной СССР, в том числе — 5 игр и 3 гола за олимпийскую сборную. Бронзовый призёр Олимпийских игр 1972 года.
Впоследствии в высшей лиге выступал за «Динамо» Киев, «Днепр» Днепропетровск, «Зарю». В 1978 году перешёл в СКА Киев. После первого круга, продолжая играть, стал тренером команды.
С 1979 года работал детским тренером в «Динамо».
Скончался 12 августа 2022 года.